# Pelosia simonensis
Pelosia simonensis är en fjärilsart som beskrevs av Legrand 1936. Pelosia simonensis ingår i släktet Pelosia och familjen björnspinnare. Inga underarter finns listade i Catalogue of Life.